# قضيبية ناشية سوونية
قضيبية ناشية سوونية (الاسم العلمي: Naxibacter suwonensis) هي نوع من البكتيريا، سلبية الغرام، تتبع القضيبيات ناشية.